# المجمع المغلق 1484
المجمع المغلق 1484 هو المجمع الموكول بانتخاب بابا الكنيسة الكاثوليكية الجديد بعد استقالة البابا. انعقد مجمع الكرادلة لانتخاب البابا الجديد بدءًا من
26 أغسطس 1484 وانتهى في 29 أغسطس 1484. انتُخبَ إينوسنت الثامن ليكون البابا الجديد للكنيسة.
عُقدَ المجمع في إيطاليا في 1484.